# Ädelpapegojor
Ädelpapegojor (Eclectus) är ett släkte med fåglar i familjen östpapegojor inom ordningen papegojfåglar som förekommer från Indonesien österut till Salomonöarna och nordostligaste Australien. Flera av arterna är hotade.
Släktet ädelpapegohor omfattar fyra nu levande arter:
- Moluckädelpapegoja (E. roratus)
- Papuaädelpapegoja (E. polychloros)
- Sumbaädelpapegoja (E. cornelia)
- Tanimbarädelpapegoja (E. riedeli)

Ytterligare en art, stillahavsädelpapegojan (E. infectus), dog ut under holocen.